# Gioiosa Marea
Gioiosa Marea ist eine Stadt der Metropolitanstadt Messina in der Region Sizilien in Italien mit 6767 Einwohnern (Stand 31. Dezember 2023).

## Lage und Daten
Gioiosa Marea liegt 73 km westlich von Messina. Die Einwohner arbeiten hauptsächlich in der Landwirtschaft. Im Sommer gibt es Arbeitsplätze im Tourismus.
Die Nachbargemeinden sind Montagnareale, Patti, Piraino und Sant’Angelo di Brolo.

## Geschichte
Der Ort wurde in der zweiten Hälfte des 18. Jahrhunderts gegründet. Die Einwohner hatten den Ort Gioiosa Guardia nach einem Erdbeben verlassen. Gioiosa Guardia wurde 1366 gegründet.

## Sehenswürdigkeiten
- Pfarrkirche, San Nicola di Bari geweiht
- Gioiosa Guardia, die Ruinen der alten Stadt

## Persönlichkeiten
- Annarita Sidoti (1969–2015), Leichtathletin